# 马振骋
马振骋（1934年3月—），浙江鄞縣人，生于上海，中國法語翻译以及教育工作者。 他是將小王子翻譯成中文的第一人。 他还将法国小说家米歇尔·德·蒙田、米兰·昆德拉、安德烈·紀德、玛格丽特·杜拉斯的部分作品翻译成中文。

## 生平
马振骋毕业于南京大学法国语言文学系。大学毕业后在北京轻工业学院（现北京工商大学）從事法語翻譯和教學工作。   1970年代初，马振骋被下放在华北平原的一个干校里。1978年，马振骋回到上海，並且來到上海第二医科大学（现上海交通大学医学院）教授法語。  1980年开始翻译法国文学作品。 1990年，马振骋赴法国學習，為期1年。  2022年上海封城期間，马振骋居住在徐汇区天平路街道伊泰利大厦。

## 翻译作品
- Montaigne essays Complete Works (3 volumes) (蒙田全集)[18]
- 小王子[19]
- 罗兰之歌[20]
- 慢[21]
- 庆祝无意义（英语：The Festival of Insignificance）[22]
- Wonderful Events on Beautiful Valley Street (美丽谷街奇妙事)[23]
- 田园交响曲[24]
- 窄門[25]
- Limonov(搅局者)[26]
- 被扼杀的是莫扎特（法语：C'est Mozart qu'on assassine）[27]
- Truck (卡车)[28]
- Tarquinian Pony (塔尔奎尼亚的小马)[29]
- Noanoa(诺阿诺阿)[30]
- Witch: Satan's Lover (发现之旅 女巫：撒旦的情人)[31]
- Skota's Sun (斯科塔的太阳)[32]

## 奖项
- 2009年-憑藉蒙田全集獲得傅雷翻译出版奖。 [33]